# 菊地賢人
菊地 賢人（きくち まさと、1990年9月18日 - ）は日本の元陸上競技選手、専門は長距離種目。室蘭大谷高校、明治大学卒業。コニカミノルタを経て、メイクスに所属した。

## 人物
- 北海道ニセコ町出身。小学6年生の時に本格的に陸上をはじめる。[2]高校生まで道内で過ごし、室蘭大谷高校在学中に10000mで30分06秒50の北海道高校生記録を樹立する。
- 高校卒業後は明治大学に進学し、競走部のメンバーとして活躍。箱根駅伝には4年連続で出場した。中でも3年時の第88回箱根駅伝では、チームの主将であり絶対的エースであった鎧坂哲哉（現・旭化成所属）が坐骨神経痛の影響から回避したエース区間2区を菊地が担当し、区間5位の走りでまとめ、明治大学史上49年振りの総合3位以内に貢献した。[3]大会後に鎧坂から主将を受け継ぎ、4年時にはチームをまとめた。なお、明治大学時代は、3学年上に石川卓哉、2学年上に鎧坂哲哉、1学年下に北魁道、2学年下に大六野秀畝、有村優樹、八木沢元樹、3学年下に横手健、木村慎がいた。
- 大学卒業後コニカミノルタに入社。第97回日本選手権では5000mに出場し4位入賞、2014年のニューイヤー駅伝では最終区間7区を担当し、区間2位の走りで先頭を独走しコニカミノルタ2連覇の優勝テープを切るなどルーキーイヤーから活躍する。2年目のシーズンも好調を維持し、第98回日本選手権では5000mに出場し、前年より1ランクアップの3位入賞。2015年のニューイヤー駅伝ではスピード区間3区を担当し、1位の日清食品グループと11秒差の2位でタスキを受け取ると、先頭を走る日本選手権10000mで4連覇中の日本屈指のスピードランナー佐藤悠基を猛追し、4秒差まで追い上げタスキを繋いだ。菊地も佐藤相手に差を詰める快走だったが、明治大学の先輩である旭化成の鎧坂が菊地を上回り区間賞を獲得。菊地は2年連続の同駅伝区間2位となった。同年の都道府県対抗男子駅伝では北海道チームの3区を走り区間賞を獲得し、北海道はチーム史上最高の総合18位となった。
- 近年のハーフマラソンの走力には定評があり、現在日本記録と32秒差の1時間00分32秒という日本歴代10位の記録を保持している。最後の箱根駅伝後の2013年の香川丸亀国際ハーフマラソンで1時間02分26秒の自己記録をマークしたところから始まり、翌2014年の丸亀ハーフでは1時間01分50秒の記録で5位入賞（日本人3位）、その2週間後の全日本実業団ハーフマラソンでは1時間01分17秒の記録で準優勝（日本人1位）を果たし、翌月の世界ハーフマラソンにも日本代表として出場し、日本人トップの18位となった（記録1時間01分22秒）。さらに翌2015年の丸亀ハーフでは日本歴代5位（当時）となる1時間00分57秒の記録で7位（日本人1位）となり、2週間後の全日本実業団ハーフで日本歴代3位（当時）となる1時間00分32秒の記録で3位入賞（日本人1位）を果たす。このようにわずか2年ほどの間に5度自己ベストを更新、6度63分以内の記録をマークと絶え間無い成長と安定感を見せる。特に日本歴代3位（当時）の記録をマークした2015年の全日本実業団ハーフマラソンでは20km地点まで佐藤敦之の日本記録（当時）と同じペースで走っており、日本記録の樹立が期待されていた。[4][5]
- その後、2022年3月にコニカミノルタを退部し、同年4月に創設されたメイクス陸上競技部に加入、初期メンバーとして活動したが、2023年5月をもって競技から退き、社業に専念することが発表された。

## 駅伝戦績

### 大学駅伝戦績
| 学年               | 出雲駅伝                     | 全日本大学駅伝                   | 箱根駅伝                          |
| ------------------ | ---------------------------- | -------------------------------- | --------------------------------- |
| 1年生 （2009年度） | 第21回 2区-区間10位 16分52秒 | 第41回 － － － 出走なし         | 第86回 7区-区間10位 1時間06分31秒 |
| 2年生 （2010年度） | 第22回 1区-区間16位 25分02秒 | 第42回 4区-区間6位 41分25秒      | 第87回 3区-区間4位 1時間03分23秒  |
| 3年生 （2011年度） | 第23回 6区-区間7位 30分43秒  | 第43回 8区-区間9位 1時間02分35秒 | 第88回 2区-区間6位 1時間08分47秒  |
| 4年生 （2012年度） | 第24回 － － － 出走なし     | 第44回 － － － 出走なし         | 第89回 3区-区間5位 1時間06分27秒  |

### 実業団駅伝戦績
| 年度                   | 大会                               | 所属           | 区間 | 区間順位 | 記録     | 総合順位           |
| ---------------------- | ---------------------------------- | -------------- | ---- | -------- | -------- | ------------------ |
| 2013年度（入社1年目）  | 第58回全日本実業団対抗駅伝競走大会 | コニカミノルタ | 7区  | 区間2位  | 47分37秒 | コニカミノルタ優勝 |
| 2014年度 （入社2年目） | 第55回東日本実業団対抗駅伝競走大会 | コニカミノルタ | 1区  | 区間2位  | 33分31秒 | コニカミノルタ優勝 |
| 2014年度 （入社2年目） | 第59回全日本実業団対抗駅伝競走大会 | コニカミノルタ | 3区  | 区間2位  | 38分38秒 | コニカミノルタ2位  |
| 2015年度 （入社3年目） | 第56回東日本実業団対抗駅伝競走大会 | コニカミノルタ | 4区  | 区間7位  | 29分29秒 | コニカミノルタ4位  |
| 2015年度 （入社3年目） | 第60回全日本実業団対抗駅伝競走大会 | コニカミノルタ | 3区  | 区間2位  | 38分20秒 | コニカミノルタ2位  |
| 2016年度 （入社4年目） | 第57回東日本実業団対抗駅伝競走大会 | コニカミノルタ | 1区  | 区間5位  | 33分35秒 | コニカミノルタ7位  |
| 2016年度 （入社4年目） | 第61回全日本実業団対抗駅伝競走大会 | コニカミノルタ | 3区  | 区間4位  | 38分39秒 | コニカミノルタ5位  |

## 自己ベスト
| 種目           | 記録          | 年             | 大会                         | 備考                |
| -------------- | ------------- | -------------- | ---------------------------- | ------------------- |
| 5000m          | 13分35秒18    | 2014年5月10日  | ゴールデンゲームズinのべおか |                     |
| 10000m         | 28分04秒25    | 2014年11月29日 | 八王子ロングディスタンス     |                     |
| ハーフマラソン | 1時間00分32秒 | 2015年2月15日  | 全日本実業団ハーフマラソン   | 日本歴代3位（当時） |
| 30km           | 1時間32分09秒 | 2016年2月21日  | 熊日30キロロードレース       |                     |
| マラソン       | 2時間7分20秒  | 2021年2月28日  | びわ湖毎日マラソン           |                     |